# Henrieta Nagyová
Henrieta Nagyová (Nové Zámky, 15 de dezembro de 1978) é uma ex-tenista profissional eslovaca. Foi 9 vezes campeã de simples, e 4 vezes campeã de duplas.